# Лиозно (станция)
Лиозно (бел. Лёзна, нормативная название — Лёзно) — станция Витебского отделения Белорусской железной дороги в Лиозненском районе Витебской области. Расположена в городском поселке Лиозно; на линии Заольша — Витебск, между остановочным пунктом Черницы и остановочным пунктом Шахи.

## Описание

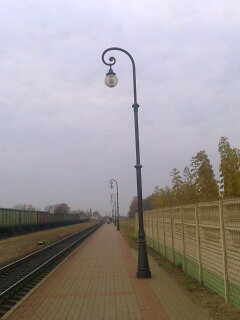
Фонарь на станции Лиозно

Станция расположена между основной частью городского поселка и промышленной зоной. В станции пять путей, пятый путь короткий. Через станцию проходит шоссе Р109. На станции часто долго стоят грузовые поезда, перекрывая переезд. На станции ведутся грузовые работы.

## Поезда
- Региональных линий[2]
  - Заольша — Витебск
- Международных линий[3]
  - Смоленск — Витебск — Санкт-Петербург-Витебский